# Тива (річка)
Тива (пол. Tywa) — річка в Польщі, у Грифінському повіті Західнопоморського воєводства. Права притока Одри (басейн Балтійського моря).

## Опис
Довжина річки 47,9 км, висота гирла над рівнем моря — 70 м, найкоротша відстань між витоком і гирлом — 32,16  км, коефіцієнт звивистості річки — 1,49. Площа басейну водозбору 264,5 км².

## Розташування
Бере початок на околиці села Гуралице ґміни Тшцинсько-Здруй. Тече переважно на північний захід через Бане, Гурський Млин, Осух, Вірувек, Шчавно і в місті Грифіно впадає в річку Одру.
Населені пункти вздовж берегової смуги: Тшцинсько-Здруй, Стжешув, Свобниця, Пумплікс, Лубаново, Тивиця.

## Цікавий факт
- Річка пропливає через 8 озер: Тшцинське, Довге, Гжибне, Гродзьке, Длуге, Длужець, Мостове, Швєнте.

## Історія
- Вперше річка згадується в 1212 році як Тиуа, інші Тива (1226, 1305), Тиве (1234).